# 那覇バス新川営業所

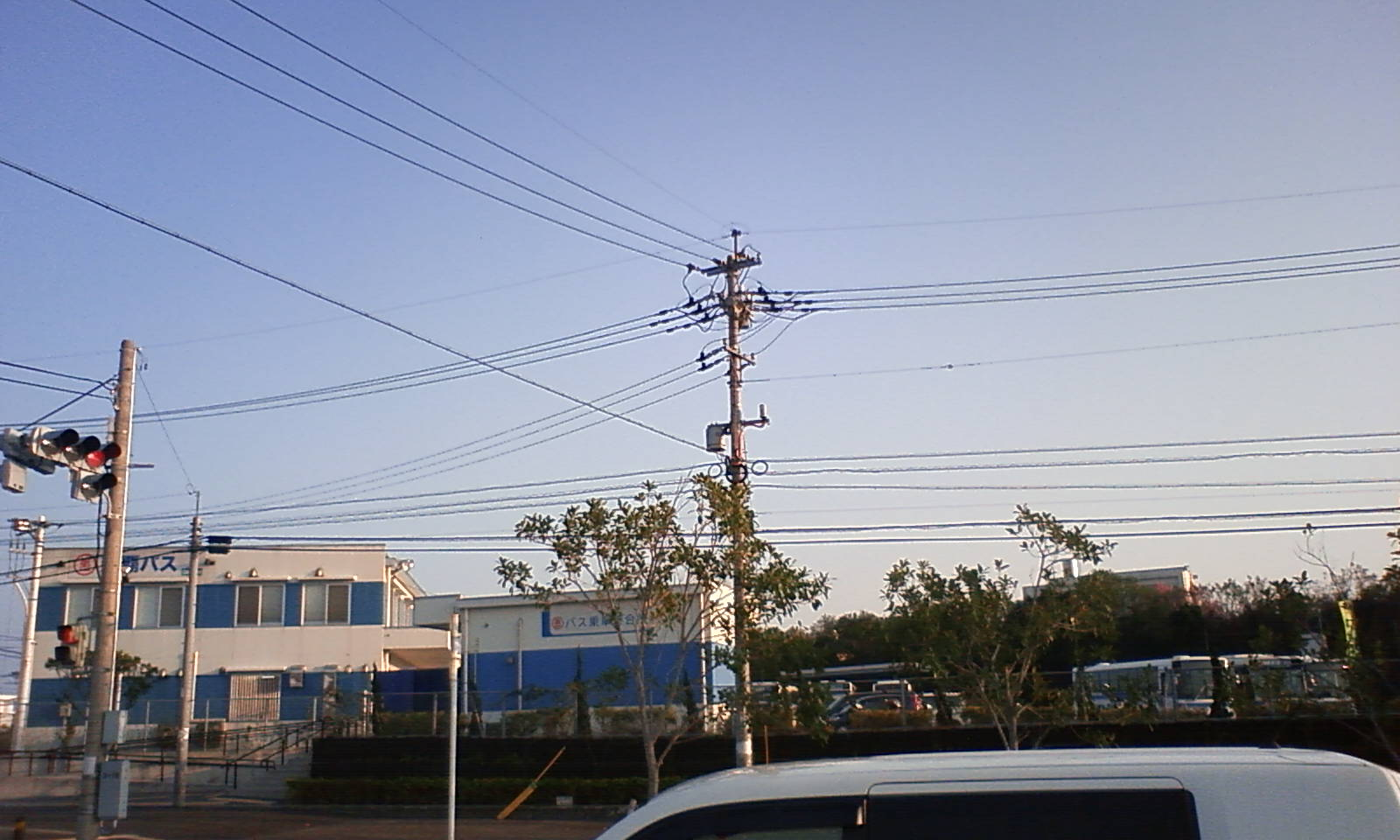
那覇バス新川営業所

那覇バス新川営業所（なはバスあらかわえいぎょうしょ）は、沖縄県南風原町新川にある那覇バスの営業所である。2006年9月25日に、那覇市西にあった三重城営業所から移転してきた。

## 歴史
- 2006年9月25日 三重城営業所から新川営業所に移転。当時の発着路線は5路線、管轄路線は7路線であった。
- 2007年8月1日 12番・国場線が新設され、発着路線が6路線、管轄路線が8路線になった。
- 2008年8月1日 本社機能が那覇市泉崎（那覇バスターミナル内）に移転。同時に事務部門が豊見城市の琉球バス交通豊崎営業所内に豊崎事務センターとして移転。
- 2009年3月16日 13番・石嶺おもろまち線、16番・新川首里駅線が新設され、発着路線が7路線、管轄路線が10路線になった。
- 2010年3月23日 14番・繁多川開南線が新設され、発着路線が8路線、管轄路線が11路線になった。
- 2013年4月15日から那覇市実証実験バスの運用が開始された。
- 2013年8月18日那覇市実証実験バスの実証運行の終了。
- 2013年8月19日からは実証実験バスが、4番 新川おもろまち線として本格運用がスタートされた。
- 2021年4月1日 19番・首里駅循環線運行開始。
- 2022年4月1日 7/8番・首里城下町線の那覇バスによる運行を開始。13番と16番は石嶺団地東発着に変更し、16番の路線名を新川石嶺線へ変更。

## 構造
事務所や整備工場があり、降車ホームは事務所前にある。開設当初は、乗車ホームと降車ホームは兼用であったが、後に乗車ホームは南部医療センター寄りに新設された。

## 周辺
- 沖縄県立南部医療センター・こども医療センター
- 沖縄県公文書館
- 沖縄県医師会
- 沖縄県薬剤師会
- 沖縄県看護協会

## 発着路線
| 番号 | 路線             | 主な経由地（括弧内は一部の便のみが経由）                                         | 行先               |
| ---- | ---------------- | -------------------------------------------------------------------------------- | ------------------ |
| 1    | 首里牧志線       | 県立医療センター・首里駅・首里城公園・牧志・久米                                 | 三重城方面循環     |
| 2    | 識名開南線       | 県立医療センター・識名（識名トンネル）・真和志小学校・開南・県庁前・商業高校     | 三重城方面循環     |
| 3    | 松川新都心線     | 識名・寄宮・工業高校・松川・おもろまち・若狭                                     | 三重城方面循環     |
| 4    | 新川おもろまち線 | 県立医療センター・識名・真和志小学校・開南・バスターミナル前・牧志・宗元寺東     | おもろまち駅前広場 |
| 5    | 首里牧志線       | 県立医療センター・繁多川・工業高校・松川・牧志・商業高校                         | 三重城方面循環     |
| 12   | 国場線           | 国場・真玉橋・古波蔵・壺川・県庁前                                               | 那覇バスターミナル |
| 14   | 牧志開南循環線   | 県立医療センター・首里駅・首里城公園・牧志・旭橋駅・開南・真和志小学校前・繁多川 | 新川営業所（循環） |
| 14   | 牧志開南循環線   | 県立医療センター・繁多川・真和志小学校前・開南・旭橋駅・牧志・首里城公園・首里駅 | 新川営業所（循環） |
| 15   | 寒川線           | 真地団地・県立医療センター・寒川・牧志・商業高校                                 | 三重城             |
| 16   | 新川石嶺線       | 県立医療センター・鳥堀・首里駅・石嶺団地入口・石嶺営業所前                       | 石嶺団地東         |
| 19   | 首里駅循環線     | 県立医療センター・首里駅・開邦中学・高校・首里駅・開邦中学・高校                 | 新川営業所（循環） |

## 管轄路線

### 現行路線
- 1番・首里牧志線
- 2番・識名開南線
- 3番・松川新都心線
- 4番・新川おもろまち線
- 5番・識名牧志線
- 7番・首里城下町線
- 8番・首里城下町線
- 10番・牧志新都心線
- 12番・国場線
- 13番・石嶺おもろまち線
- 14番・牧志開南循環線
- 15番・寒川線
- 16番・新川石嶺線
- 19番・首里駅循環線
- 94番・首里駅琉大快速線
- 97番・琉大（首里）線
- 294番・てだこ琉大快速線

### 廃止された路線
- 7番・新都心循環線
- 14番・繁多川開南線
- 那覇市内観光周遊バス
- 那覇市コミュニティバス実証実験
  - 真和志みぐい

## 隣のバス停
1番（出発便）・2番（出発便と到着便の一部）・4番（出発便）・5番（出発便と到着便の一部）・14番（出発便）・16番（出発便）・19番（出発便）
新川営業所 - 県立医療センター
1番（到着便）・2番（到着便の一部）・3番（到着便）・4番（到着便）・5番（到着便の一部）・14番（到着便）・16番（到着便）・19番（到着便）
県立医療センター東口 → 新川営業所
3番（出発便）・12番・15番
新川営業所 - 真和志高校前

## その他
乗継券制度
以前は前述の三重城営業所を起点とした循環路線を運行していたが、当営業所への移転によりそれらの循環路線が全て分断され、従来は直通で行けたものが乗り継ぎが必要となる場合が発生した。沖縄本島内のバスにおいては乗り継ぎ割引制度がないため、乗り継ぎにより単純に2倍の運賃が必要となる。そのため、本島内では初めての乗継券の制度が導入され、当営業所での乗り換えに限り乗継券を使用することで、次回の乗車が無料になり、従来の循環路線での利用と同じ運賃で利用できるようになった。
しかし、2022年3月31日をもって、乗継券制度は廃止された。
なお、循環路線の分断により導入された制度であったため、循環路線に関わる路線のみの利用であった。後に、那覇市外線1路線が那覇市内線に変更されたり、新規に市内線が新設されたりしたが、それらの路線（12番・15番・16番・19番）では使用不可能である。
那覇市内線と市外線
従来、那覇市内線は全ての経路において那覇市内のみを運行し、1ヶ所でも那覇市外のバス停に停車する路線の場合は市外線となっていた（首里と小禄を結ぶ那覇市内線9番・小禄石嶺線、11番・安岡宇栄原線、17番・石嶺（開南）線は小禄側の起点となる営業所（具志営業所）から次のバス停（松川入口バス停）に行くまでに那覇市外を経由するが、その区間において那覇市外の既存のバス停に停車すると市外線となってしまうため、全て通過するという方法をとっている）。しかし、当営業所は所在地自体が那覇市ではなく南風原町であり、起点地の時点で那覇市外となってしまっている。これに対して、起点は市外ではあるがほぼ全ての運行区間は那覇市内であるとして、市内線として運行されており、後に一部市外に出るため市外線として運行されていた15番・寒川線が市内線に変更されるなど、以前ほどの厳密な線引きが行われなくなっている。
新川停留所（廃止）
新川営業所が面する道沿いに東陽バス運行の91番・城間（南風原）線が通過する新川停留所が存在した。系統廃止に伴い、2018年12月22日に廃止された。
座標: 北緯26度12分13.9秒 東経127度43分34.2秒 / 北緯26.203861度 東経127.726167度